# En god klovn
En god klovn er en dansk dokumentarfilm fra 1989, der er instrueret af Prami Larsen og Lars Movin efter deres eget manuskript.

## Handling
Et portræt af mennesket og filminstruktøren Erik Clausen. Filmen fortæller om udviklingen fra gøgler og folkelig ballademager til filmkunstner og historiefortæller. Blandt Clausens film lægges vægt på den selvbiografiske debut Cirkus Casablanca, den internationalt anerkendte Manden i Månen samt Rami og Julie.